# Медоус (Флорида)
Медоус (енгл. The Meadows) насељено је место без административног статуса у америчкој савезној држави Флорида.

## Демографија
По попису из 2010. године број становника је 3.994, што је 429 (-9,7%) становника мање него 2000. године.
| Група             | 2000.         | 2010.         |
| Белци             | 4.224 (95,5%) | 3.725 (93,3%) |
| Афроамериканци    | 76 (1,7%)     | 89 (2,2%)     |
| Азијати           | 28 (0,6%)     | 30 (0,8%)     |
| Хиспаноамериканци | 64 (1,4%)     | 128 (3,2%)    |
| Укупно            | 4.423         | 3.994         |